# Hélder Baptista
Hélder Manuel Elias Domingos Baptista est un footballeur portugais né le 18 février 1972 à Torres Vedras (Lisbonne), qui évoluait au poste de milieu de terrain défensif.

## Biographie
Hélder Baptista reçoit six sélections en équipe du Portugal espoirs.
Il dispute au cours de sa carrière 166 matchs en première division portugaise, inscrivant six buts, et 86 matchs en première division espagnole, marquant deux buts.
En novembre 1998, il intègre l'effectif du Paris Saint-Germain, mais ne participe qu'à cinq rencontres du championnat de France 1998-1999.
Il participe aux compétitions européennes avec Boavista et le Rayo Vallecano. Il joue à cet effet deux matchs en Coupe des coupes, et 15 matchs en Coupe de l'UEFA. Il est quart de finaliste de la Coupe de l'UEFA en 2001 avec le Rayo, en étant battu par le Deportivo Alavés.

## Palmarès
- Vainqueur de la Coupe du Portugal en 1997 avec Boavista
- Vainqueur de la Supercoupe du Portugal en 1997 avec Boavista